# Seppo Toiviainen
Seppo Esko Tapani Toiviainen, född 6 oktober 1944 i Kankaanpää, död 28 juni 2005 i Helsingfors, var en finländsk sociolog och politiker. 
Toiviainen blev samhällsvetenskaplig doktor 1970, var 1970–1979 assistent i socialpsykologi vid Tammerfors universitet och satt 1979–1987 i Finlands riksdag, där han som teoretiker var en av de ledande krafterna inom Finlands kommunistiska partis minoritetsfraktion. Han utgav 1977 en uppskattande framställning av den ungerske marxistiske tänkaren Georg Lukács filosofi och verksamhet i unga år och publicerade därtill vid sidan av politiska stridsskrifter och annat boken Christer Kihlman ja hänen maailmansa (1984). Toiviainen, med tiden svårt alkoholiserad, sammanställde 1997 en samling artiklar om alkoholberoende under titeln Kantapöydän imu.